# Ankylosauria
Ankylosauria este un grup de dinozauri în principal erbivori din ordinul Ornithischia. Include marea majoritate a dinozaurilor cu armură, sub forma osteodermelor osoase. Anchilozaurii erau patrupede voluminoase, cu membre scurte și puternice. Se știe că au apărut pentru prima dată în perioada jurasică timpurie și au persistat până la sfârșitul perioadei cretacice. Au fost găsite pe toate continentele. Primul dinozaur descoperit în Antarctica a fost anchilozaurul Antarctopelta, ale cărui fosile au fost recuperate din Insula Ross în 1986.
Ankylosauria a fost numită pentru prima dată de Henry Fairfield Osborn în 1923. În sistemul de clasificare linnaean, grupul este considerat de obicei fie subordon, fie infraordin. Acesta este inclus în cadrul grupului Thyreophora, care include, de asemenea, stegozaurii, dinozauri blindați, cunoscuți pentru combinația lor de plăci și spini.